# Bicchulite
La bicchulite è un minerale.